# 제21회 청룡영화상
제21회 청룡영화상은 2000년 12월 1일에 열린 시상식이다.

## 수상 및 후보

### 최우수 작품상
- 공동경비구역 JSA - 명필름 수상
- 박하사탕 - 이스트필름
- 반칙왕 - 봄영화사
- 오! 수정 - 미라신코리아
- 춘향뎐 - 태흥영화사

### 감독상
- 공동경비구역 JSA - 박찬욱 수상
- 반칙왕 - 김지운
- 박하사탕 - 이창동
- 춘향뎐 - 임권택
- 오! 수정 - 홍상수

### 남우주연상
- 박하사탕 - 설경구 수상
- 공동경비구역 JSA - 송강호
- 비천무 - 신현준
- 동감 - 유지태

### 여우주연상
- 물고기자리 - 이미연 수상
- 동감 - 김하늘
- 인터뷰 - 심은하
- 공동경비구역 JSA - 이영애
- 해피 엔드 - 전도연

### 남우조연상
- 공동경비구역 JSA - 신하균 수상
- 반칙왕 - 박상면
- 하면 된다 - 이범수
- 킬리만자로 - 정은표
- 리베라 메 - 차승원

### 여우조연상
- 동감 - 하지원 수상
- 춘향뎐 - 김성녀
- 은행나무 침대 2 - 단적비연수 - 김윤진
- 청춘 - 윤지혜
- 가위 - 최정윤

### 신인남우상
- 청춘 - 김래원 수상
- 아나키스트 - 김인권
- 미인 - 오지호
- 춘향뎐 - 조승우
- 물고기자리 - 최우제

### 신인여우상
- 플란다스의 개 - 배두나 수상
- 거짓말 - 김태연
- 여고괴담 두번째 이야기 - 박예진
- 오! 수정 - 이은주
- 미인 - 이지현

### 신인감독상
- 죽거나 혹은 나쁘거나 - 류승완 수상
- 동감 - 김정권
- 여고괴담 두번째 이야기 - 김태용
- 플란다스의 개 - 봉준호
- 해피엔드 - 정지우

### 촬영상
- 공동경비구역 JSA - 김성복 수상

### 기술상
- 리베라 메 - 정도안 수상

### 각본상
- 박하사탕 - 이창동 수상

### 인기스타상
- 유지태 수상
- 장동건 수상
- 김희선 수상
- 전도연 수상

### 한국영화 최다관객상
- 공동경비구역 JSA - 명필름 수상

### 정영일영화평론가상
- 유지나 수상